# کونسیسائو دو توکانتینس
کونسیسائو دو توکانتینس (به پرتغالی: Conceição do Tocantins) یک منطقهٔ مسکونی در برزیل است که در توکانتینس واقع شده‌است. کونسیسائو دو توکانتینس ۲٬۵۰۱ کیلومتر مربع مساحت و ۴٬۰۸۷ نفر جمعیت دارد.